# Uwe Raab
Uwe Raab (* 26. Juli 1962 in   Lutherstadt Wittenberg, Bezirk Halle, DDR) ist ein ehemaliger deutscher Straßenradsportler und Weltmeister im Radsport.

## Sportliche Laufbahn
Raab begann 1973 bei der BSG Chemie Piesteritz mit dem Radsport. 1976 wechselte er zum SC DHfK Leipzig. 1983 wurde er UCI-Weltmeister im Straßenrennen der Amateure. Im gleichen Jahr wurde er zum DDR-Sportler des Jahres gewählt. An den Olympischen Sommerspielen 1984 konnte er wegen des Boykotts der DDR nicht teilnehmen. Bei der Weltmeisterschaft 1986 gewann er Bronze im 100-km-Mannschaftsfahren und wurde Vierter des Einzelrennens. Bei den Olympischen Spielen 1988 in Seoul belegte er im olympischen Straßenrennen den 23. Platz.
An der Internationalen Friedensfahrt nahm er von 1983 bis 1989 sieben Mal teil und gewann acht Etappen, dabei allein 1983 drei. Uwe Raab startete in seiner DDR-Zeit für den SC DHfK Leipzig und trainierte bei Klaus Ampler. 1982 siegte er in der Thüringen-Rundfahrt, 1983 in Frankreich die Tour de l’Yonne. 1982 bis 1984 gewann er die nationale Meisterschaft im Einzelzeitfahren. 1984 gewann er die 6 Tage um den Preis der Jungen Welt mit Uwe Ampler als Partner. 1986 siegte er im ältesten deutschen Eintagesrennen Rund um Berlin.
Nach der Wiedervereinigung gelang es ihm als einem der ersten DDR-Sportler, als Radprofi Fuß zu fassen: Zunächst 1990 bis 1992 für das holländische Team PDM, später von 1993 bis 1995 für das Team Telekom. Er nahm an der Tour de France (1990, 1991, 1993 und 1994), am Giro d’Italia und der Vuelta a España teil. Zu seinen wichtigsten Erfolgen im Profibereich zählen zwei Etappensiege bei Tirreno–Adriatico in den Jahren 1992 und 1993. Ebenfalls erfolgreich war er bei der Vuelta 1990 und 1991. In diesen beiden Jahren gewann er jeweils das Trikot des punktbesten Fahrers sowie insgesamt vier Etappen. 1991 siegte er in der Schellenberg-Rundfahrt.
Raab hat eine Ausbildung zum Kraftfahrzeugschlosser absolviert. Nach Ende seiner Sportlerlaufbahn wurde er Sportlicher Leiter des Radsportteams Nürnberger. In Dessau-Roßlau betreibt er mit seinem Geschäftspartner Thomas Siegel (Spitzname Tomek) einen Radsportladen. 2007 wurde er Leiter der Wittenberger Radsporttage.

## Grand-Tour-Platzierungen
| Grand Tour            | 1990 | 1991 | 1992 | 1993 | 1994 |
| --------------------- | ---- | ---- | ---- | ---- | ---- |
| Vuelta a EspañaVuelta | 58   | 43   | 61   | –    | –    |
| Giro d’ItaliaGiro     | –    | –    | –    | DNF  | DNF  |
| Tour de FranceTour    | 87   | DNF  | –    | 98   | 84   |

## Ehrungen
1984 und 1986 wurde er mit dem Vaterländischen Verdienstorden ausgezeichnet. 1983 wurde Raab zum Sportler des Jahres in der DDR gewählt.

## Privates
Raab ist verheiratet und hat zwei Kinder.
Im Zuge der Dopingaffäre Team Telekom äußerte er sich Ende Mai 2007 wie folgt: „Ja, die Teamleitung ist an mich herangetreten. Als ich abgelehnt habe, war ich weg vom Fenster, meine Karriere besiegelt.“

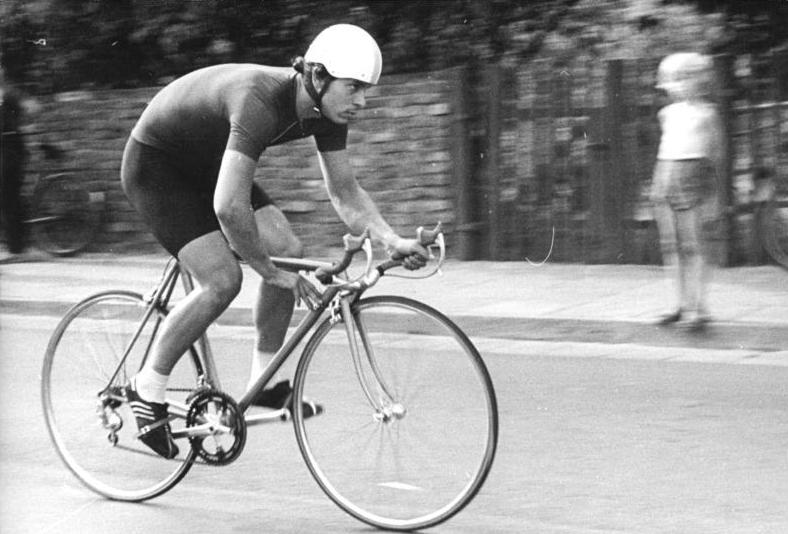
1982
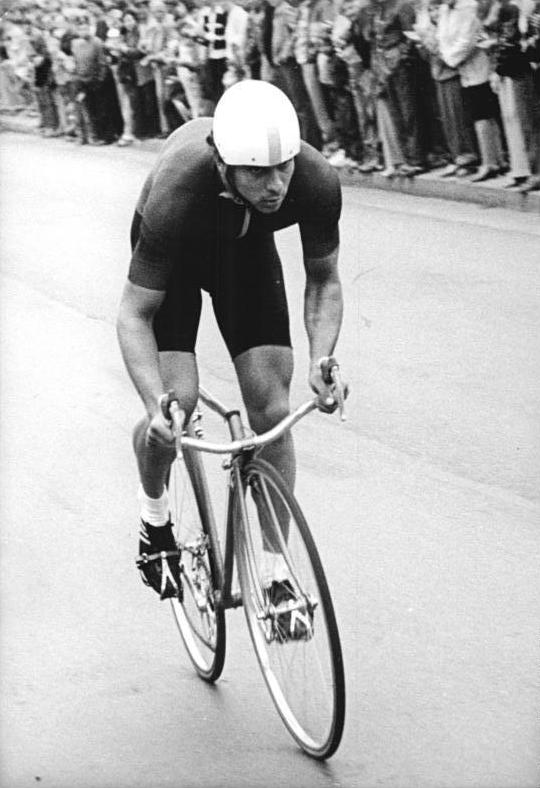
DDR-Zeitfahrmeisterschaft 1984
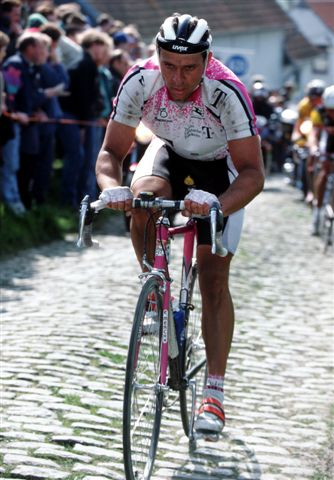
Flandern-Rundfahrt
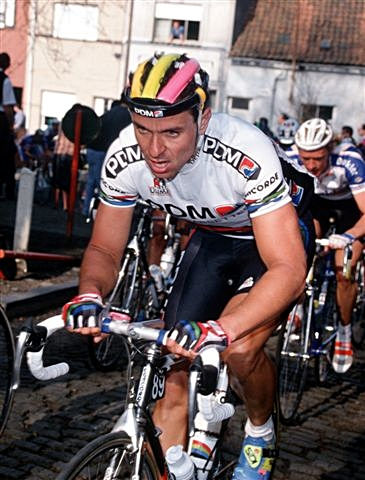
Flandern-Rundfahrt
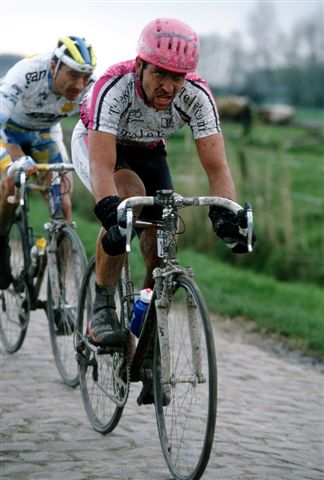
Paris-Roubaix